# Находкинский морской рыбный порт
Нахо́дкинский морско́й ры́бный порт (НМРП) — российская стивидорная компания, оператор универсального морского терминала в порту Находка.
Входит в «Дальневосточную транспортную группу». Грузооборот в 2010 году составил 627,1 тыс. тонн. Основная номенклатура грузов: круглый лес, металлолом. Сокращённое наименование — ОАО «НМРП».

## История
Приказом по Народному комиссариату пищевой промышленности СССР от 23 июля 1938 года главным главным инженером треста «Владивостокпищестрой» был назначен В. В. Филиппов. Самым крупным объектом строительства треста было возведение рыбного порта и жилья в бухте Находка. После экспедиции Филиппова для Рыбстроя был выделен военно-строительный полк, прибыло несколько сот вольнонаёмных рабочих. Спустя два месяца были построены временные сооружения, дома для строителей. Возведение всех наземных сооружений велось Рыбстроем, а причалов — Дальстроем.
Морской рыбный порт Находки был образован постановлением № 4852 Совета Министров СССР от 4 декабря 1950 года. Приказом Министерства рыбной промышленности от 11 декабря 1950 года Морской рыбный порт Находки был зачислен в число действующих портов. Во второй половине 1951 года через станцию Находка поступил первый груз — соль в мешках.
В декабре 1951 года под был принят первый пароход — «Луначарский», который принял первую партию соли. В 1952 году в порт поступила техника — автопогрузчики и транспортеры, установлен портальный кран № 1, возведён склад генеральных грузов. К середине года была протянута железная дорога до станции Рыбники. В 1950-х годах построен холодильник № 1, Дом культуры рыбников, пионерский лагерь «Факел». Порт посетили партийные и правительственные руководители: Н. С. Хрущёв, А. И. Микоян, Р. Я. Малиновский, Н. А. Булганин. В 1960 году порт был переименован в Находкинский морской рыбный порт. Порт перегружал рыбную продукцию и колоссальное количество снабженческих грузов.
Директорами Рыбного порта в разные годы были: Зверев, Ковбаса, Устинов, Подгорный, Веселов, Кем, Колядин, Дмитриченко, Шинденков, Палехов.
На строительстве Рыбного порта были задействованы как вольнонаёмные, так и заключённые. В 1992 году предприятие было акционировано. В 1990-е гг. «НМРП» стал перерабатывать круглый лес, металл, импортные автомобили. В 2002—2004 гг. должность генерального директора «НМРП» занимал будущий глава Находкинского городского округа Олег Колядин. Численность штата в 2004 году составила 1357 работников. В 2008 году на предприятии прошли массовые сокращения.

## Собственники и руководство
«Дальневосточная транспортная группа» приобрела у физических лиц 88,93 % акций компании в 2006 году, по оценке за $ 5-10 млн. План инвестора предполагал реконструкцию терминала для организации переработки контейнеров и импортных автомобилей.
Генеральный директор предприятия — Гладков Денис Владимирович. Председатель совета директоров — Головко Алексей Борисович.

## Деятельность
Общая площадь предприятия составляет 33,59 га. Площадь открытых складских помещений — 67 км². Имеется 9 причалов с глубиной от 10,75 до 11,75 метров общей длиной причальной линии 1271 метр; 4 тёплых склада общей площадью 36,8 тыс. м², 6 металлических складов общей емкостью 4,5 тыс. тонн, 1 охлаждённый склад ёмкостью 4,6 тыс. тонн, 1 холодильник ёмкостью 6,1 тыс. тонн с температурой хранения от −18 °C до −24 °C, а также таможенный склад для хранения грузов. Парк перегрузочной техники составляют 24 портальных крана грузоподъёмностью от 5 до 16 тонн, автопогрузчики и электропогрузчики. Все причалы и склады имеют железнодорожные подъездные пути общей протяжённостью 10,2 км, погрузо-разгрузочные тупики и рампы. Маневровые работы в порту производятся собственными тремя тепловозами. Двумя железнодорожными тупиками порт связан со станцией Рыбники.
В 2006 году компанией была принята программа создания на территории порт контейнерного терминала, который должен был занять 5 из 9-ти имеющихся причалов. Стоимость проекта оценивалась в $90 млн. 
- Прежний логотип НМРП (2011)
- Склады Рыбного порта (2010)
- Вид на Рыбный порт со стороны бухты Находка (2012)